# Mỹ Hội Đông
Mỹ Hội Đông là một xã thuộc huyện Chợ Mới, tỉnh An Giang, Việt Nam.

## Địa lý
Xã Mỹ Hội Đông cũng là một phần thuộc Cù lao Ông Chưởng (gồm 5 xã: Kiến An, Kiến Thành, Long Giang, Nhơn Mỹ và Mỹ Hội Đông). Xã có vị trí địa lý:
- Phía đông giáp xã Kiến An và xã Kiến Thành
- Phía tây giáp huyện Châu Phú qua sông Hậu
- Phía nam giáp huyện Châu Thành (qua Sông Hậu) và giáp xã Nhơn Mỹ
- Phía bắc giáp với huyện Phú Tân qua sông Vàm Nao.

Xã có diện tích: 28,7 km², dân số ngày 1/4/2019 là 23.220 người, mật độ dân số đạt 809 người/km².

## Hành chính
Xã Mỹ Hội Đông được chia thành 10 ấp: Mỹ Hoà, Mỹ Thuận, Mỹ Hội, Mỹ Hòa A, Mỹ Tân, Mỹ Hòa B, Mỹ Thành, Mỹ Thạnh, Mỹ Đức, Mỹ Phước